# C’est magnifique
«C’est magnifique» — песня американского композитора Коула Портера. Впервые прозвучала в его мюзикле Can-Can, премьера которого состоялась на Бродвее в 1953 году.
Песню впервые исполнили на сцене актриса Лило и актёр Питер Куксон, сыгравшие роли Фисташковой Девушки и судьи в оригинальной бродвейской постановке, шедшей в «Театре Шуберта» в 1953–54 годах.
В экранизации этого мюзикла («Канкан», 1960) песню исполняет Фрэнк Синатра.

## Другие версии
Свои версии этой песни записало множество исполнителей, среди них Гордон Макрей (1953), Пегги Ли (на альбоме Latin ala Lee!, 1960), Дин Мартин (на альбоме French Style, 1962), Элла Фицджеральд (на альбоме Ella Loves Cole, 1972, Аманда Лир (2006), Луис Мариано (на французском языке) и Эрта Китт.